# Вештица
Вештица (болг. Вещица) — село в Болгарии. Находится в Видинской области, входит в общину Белоградчик. Население составляет 52 человека.

## Политическая ситуация
Вештица подчиняется непосредственно общине и не имеет своего кмета.
Кмет (мэр) общины Белоградчик — Емил Евгениев Цанков (независимый) по результатам выборов.